# Ali Hariri
Ali Hariri (* 1009 im Dorf Harir bei Şemdinli; † 1079) war einer der ersten bekannten kurdischen Dichter, die in kurdischer Sprache schrieben. Er stammt aus der Hakkâri-Region aus dem damaligen Marwaniden-Reich. Sein Name ist nur aus dem Vorwort von Mem û Zîn überliefert.